# Kanton Faches-Thumesnil
Der Kanton Faches-Thumesnil ist ein französischer Wahlkreis im Arrondissement Lille, im Département Nord und in der Region Hauts-de-France. Er entstand 2015 durch das Dekret vom 17. Februar 2014, das eine Neuordnung der französischen Kantone vorsah.

## Gemeinden
Der Kanton besteht aus zwölf Gemeinden mit insgesamt 79.708 Einwohnern (Stand: 1. Januar 2022) auf einer Gesamtfläche von 68,48 km²:
| Gemeinde                | Einwohner 1. Januar 2022 | Fläche km² | Dichte Einw./km² | Code INSEE | Postleitzahl |
| ----------------------- | ------------------------ | ---------- | ---------------- | ---------- | ------------ |
| Chemy                   | 773                      | 3,48       | 222              | 59145      | 59147        |
| Emmerin                 | 3.026                    | 4,91       | 616              | 59193      | 59320        |
| Faches-Thumesnil        | 18.310                   | 4,62       | 3.963            | 59220      | 59155        |
| Gondecourt              | 4.099                    | 8,22       | 499              | 59266      | 59147        |
| Haubourdin              | 14.922                   | 5,31       | 2.810            | 59286      | 59320        |
| Herrin                  | 426                      | 2,17       | 196              | 59304      | 59147        |
| Houplin-Ancoisne        | 3.301                    | 6,48       | 509              | 59316      | 59263        |
| Noyelles-lès-Seclin     | 839                      | 2,38       | 353              | 59437      | 59139        |
| Seclin                  | 13.011                   | 17,42      | 747              | 59560      | 59113        |
| Templemars              | 3.630                    | 4,61       | 787              | 59585      | 59175        |
| Vendeville              | 1.615                    | 2,57       | 628              | 59609      | 59175        |
| Wattignies              | 15.756                   | 6,31       | 2.497            | 59648      | 59139        |
| Kanton Faches-Thumesnil | 79.708                   | 68,48      | 1.164            | 5918       | –            |